# Lilydale, Minnesota
Lilydale là một thành phố thuộc quận Dakota, tiểu bang Minnesota, Hoa Kỳ. Năm 2010, dân số của thành phố này là 623 người.

## Dân số
- Dân số năm 2000: 552 người.
- Dân số năm 2010: 623 người.